# Shamattawa Airport
Shamattawa Airport är en flygplats i Kanada.   Den ligger i provinsen Manitoba, i den östra delen av landet, 1 600 km nordväst om huvudstaden Ottawa. Shamattawa Airport ligger 84 meter över havet.
Terrängen runt Shamattawa Airport är platt. Runt Shamattawa Airport är det glesbefolkat, med 16 invånare per kvadratkilometer.. Närmaste större samhälle är Shamattawa, 1,4 km söder om Shamattawa Airport.
Omgivningarna runt Shamattawa Airport är i huvudsak ett öppet busklandskap.